# Andressa Alves da Silva
Andressa Alves da Silva (São Paulo, 10 november 1992) is een Braziliaans voetbalster.

## Clubvoetbal
Alves speelde in eigen land voor meerdere clubs. Ze won met São José Esporte Clube tweemaal de Copa Libertadores. Voor 2015 werd Alves gecontracteerd door Boston Breakers, maar ze zou uiteindelijk nooit voor de Amerikaanse club spelen. In het seizoen 2015/2016 speelde ze bij het Franse Montpellier HSC. In 2016 werd Alves gecontracteerd door FC Barcelona.

## Nationaal elftal
Alves debuteerde in 2012 in het Braziliaans elftal. Ze werd in 2014 met Brazilië Zuid-Amerikaans kampioen. Op dit kampioenschap scoorde de aanvaller driemaal, tegen Bolivia (6–0), Paraguay (4–1) en Argentinië (6–0). In 2015 nam Alves deel aan het WK in Canada. Ze scoorde op dat toernooi in de groepswedstrijd tegen Spanje.